# Bernard Baud
Bernard Baud est un chef d’entreprise français né le 3 novembre 1966 à Belfort. 
Il est depuis 2002 président du premier producteur mondial d'eaux-de-vie de fruits, les grandes distilleries Peureux (groupe La Martiniquaise), et depuis 2011 président de la distillerie Massenez. 

## Biographie
De par le lien de sa famille aux grandes distilleries Peureux, Bernard Baud a grandi dans le monde de la cerise, mais surtout dans celui de la trompette. Il a d’abord été lycéen à Luxeuil-les-Bains (Haute-Saône) puis, étant passionné d’orchestre et d’harmonie, il a étudié au conservatoire de Nancy et est par la suite devenu professeur de solfège à Fougerolles. Le tout en décrochant une licence de sciences naturelles ainsi qu’une maîtrise de biologie des organismes et des populations à l’université de Besançon.
Tout d’abord, compositeur, professeur de trompette et chef d’orchestre, c’est plus par opportunité que par choix qu’il arrive dans le monde de la cerise. En 1992, à la mort de Claude Peureux, alors qu’il commençait à vivre de sa passion, la musique, son père Pierre Baud devenu PDG des grandes distilleries Peureux lui a demandé de l’aide au laboratoire ainsi qu’à la production de la distillerie. C’est ainsi qu’il est devenu responsable du laboratoire, puis Directeur général. Il a finalement succédé à son père à la tête de l'entreprise en 2002 et a créé l’Institut Griottines, le tout sans jamais lâcher la musique, qu’il continue d’écrire la nuit.
En 2013, il conclut le rachat de la distillerie alsacienne Massenez, dont l'eau-de-vie de framboise sauvage lui a assuré une renommée internationale et dont il valorise l'image féminine et développe l'usage des alcools de fruits en cocktails.
Bernard Baud est PDG des grandes distilleries Peureux depuis 2002, mais il occupe aussi plusieurs postes de présidence dans son domaine comme par exemple, celui du syndicat de défense et de promotion du Kirsch de Fougerolles ou encore de la fédération française des eaux-de-vie de fruits. Enfin, il est membre du comité de direction et administrateur de la fédération française des spiritueux.
Les grandes distilleries Peureux sont le premier producteur mondial d'eaux-de-vie de fruits.

### Distinctions
Il reçoit le 14 juillet 2016, à Besançon, les insignes de chevalier de l’ordre national de la Légion d'honneur par Marie-Guite Dufay, présidente de la région Bourgogne Franche-Comté. Cette distinction, remise au titre du ministre du Travail, lui a été décernée afin récompenser ses actions de conseiller du commerce extérieur de la France et de conseiller à la Banque de France. Il est aussi membre de l’Académie nationale de cuisine.